# Gorgoglione
Gorgoglione is een gemeente in de Italiaanse provincie Matera (regio Basilicata) en telt 1119 inwoners (31-12-2004). De oppervlakte bedraagt 34,2 km², de bevolkingsdichtheid is 35 inwoners per km².

## Demografie
Gorgoglione telt ongeveer 485 huishoudens. Het aantal inwoners daalde in de periode 1991-2001 met 15,5% volgens cijfers uit de tienjaarlijkse volkstellingen van ISTAT.
| Jaar | Inwoneraantal |
| ---- | ------------- |
| 1991 | 1395          |
| 2001 | 1179          |

## Geografie
Gorgoglione grenst aan de volgende gemeenten: Aliano, Cirigliano, Corleto Perticara (PZ), Guardia Perticara (PZ), Missanello (PZ), Pietrapertosa (PZ), Stigliano.
Accettura · Aliano · Bernalda · Calciano · Colobraro · Craco · Ferrandina · Garaguso · Gorgoglione · Grassano · Grottole · Irsina · Matera · Miglionico · Montalbano Jonico · Montescaglioso · Nova Siri · Oliveto Lucano · Pisticci · Policoro · Pomarico · Rotondella · Salandra · San Giorgio Lucano · San Mauro Forte · Scanzano Jonico · Cirigliano · Stigliano · Tricarico · Tursi · Valsinni
1. ↑  https://demo.istat.it/?l=it.